# 不完全ガンマ関数
数学において、不完全ガンマ関数（ふかんぜんガンマかんすう、英: incomplete gamma function）あるいは、ルジャンドルの不完全ガンマ関数は、ガンマ関数の一般化の一つ。（完全）ガンマ関数の積分表示から、積分区間の端点の一方（すなわち積分域の始点か終点）を変数に置き換えたものとして定義される。

## 定義
不完全ガンマ関数には2種類あり、ガンマ関数の積分区間[0,∞]を2つに分けて以下のように定義される。
0以上の実数 x と、 実部が正の複素数 a に対し
第1種不完全ガンマ関数 {\displaystyle \gamma (a,x)}
{\displaystyle \gamma (a,x)=\int _{0}^{x}t^{a-1}\,e^{-t}\,dt\,\!}
第2種不完全ガンマ関数 {\displaystyle \Gamma (a,x)}
{\displaystyle \Gamma (a,x)=\int _{x}^{\infty }t^{a-1}\,e^{-t}\,dt\,\!}

## 性質
ガンマ関数の定義は
{\displaystyle \Gamma (a)=\int _{0}^{\infty }t^{a-1}\,e^{-t}\,dt}
であるから、
{\displaystyle \gamma (a,x)+\Gamma (a,x)=\Gamma (a)}
となる。
また、不完全ガンマ関数の定義式に部分積分を用いることで
{\displaystyle {\begin{aligned}\gamma (a+1,x)&=a\gamma (a,x)-x^{a}e^{-x}\\\Gamma (a+1,x)&=a\Gamma (a,x)+x^{a}e^{-x}\end{aligned}}}
という関係が成り立つことも分かる。
さらに、以下のような式が成り立つ。
{\displaystyle {\begin{aligned}\Gamma (a,0)&=\Gamma (a)\\\gamma (a,x)&\to \Gamma (a)\quad (x\to \infty )\\\Gamma (0,x)&=-\operatorname {Ei} (-x)\quad {\text{ for }}x>0\\\Gamma (1/2,x)&={\sqrt {\pi }}\operatorname {erfc} \left({\sqrt {x}}\right)\\\gamma (1/2,x)&={\sqrt {\pi }}\operatorname {erf} \left({\sqrt {x}}\right)\\\Gamma (1,x)&=e^{-x}\\\gamma (1,x)&=1-e^{-x}\end{aligned}}}
ここで、
- Ei : 指数積分
- erf : 誤差関数
- erfc :相補誤差関数で、erfc(x) = 1 − erf(x)

である。

## 微分
- {\displaystyle {\frac {\partial \Gamma (a,x)}{\partial x}}=-{\frac {x^{a-1}}{e^{x}}}}

MeijerのG関数から:
{\displaystyle T(m,a,x)=G_{m-1,\,m}^{\,m,\,0}\!\left(\left.{\begin{matrix}0,0,\dots ,0\\a-1,-1,\dots ,-1\end{matrix}}\;\right|\,x\right)}
{\displaystyle T(m,a,z)=-{\frac {(-1)^{m-1}}{(m-2)!}}{\frac {{\rm {d}}^{m-2}}{{\rm {d}}t^{m-2}}}\left[\Gamma (a-t)z^{t-1}\right]{\Big |}_{t=0}+\sum _{n=0}^{\infty }{\frac {(-1)^{n}z^{a-1+n}}{n!(-a-n)^{m-1}}}} 時 {\displaystyle |z|<1}
- {\displaystyle {\frac {\partial \Gamma (a,x)}{\partial a}}=\ln x\Gamma (a,x)+x\,T(3,a,x)}
- {\displaystyle {\frac {\partial ^{2}\Gamma (a,x)}{\partial a^{2}}}=\ln ^{2}x\Gamma (a,x)+2x[\ln x\,T(3,a,x)+T(4,a,x)]}
- {\displaystyle {\frac {\partial ^{m}\Gamma (a,x)}{\partial a^{m}}}=\ln ^{m}x\Gamma (a,x)+mx\,\sum _{n=0}^{m-1}P_{n}^{m-1}\ln ^{m-n-1}x\,T(3+n,a,x)} と {\displaystyle P_{j}^{n}=\left({\begin{array}{l}n\\j\end{array}}\right)j!={\frac {n!}{(n-j)!}}.}